# Iramańdźaripudźa
Iramańdźaripudźa (sanskryt: इरामञ्जरीपूजा , Irāmañjarīpūjā) – święto kwiatów, festiwal obchodzony w Kaszmirze od starożytności. Informacje o nim występują już w treści Nilamatapurany (नीलमतपुराण) datowanej na VI-VIII wiek. Obchody przypadają na miesiące wiosenne (marzec-kwiecień).

## Wymiar społeczny
Iramańdźari to imię kobiety postrzeganej jako inkarnacją nimfy, która przywiązana do Wiśwawasu, została przeklęta przez boga Indrę i stała się rośliną o nazwie Ira.
W dniu festiwalu szczególnie kobiety, jak również znajomi i kapłani są obdarowywani prezentami w postaci kwiatów i girland. Odwiedza się ogrody, gdzie zapala się lampy.

## Wymiar religijny
- Festiwal ma również wymiar religijny. Oferuje się kwiaty bóstwom nie tylko jednak żeńskim, ale i męskim (Lakszmi, Durga, Ćandra, Keśawa, Brahma, Surja).
- Czas święta kwiatów ma też związek z kultem węży (Nagowie). Czci się nagów, w tym ich przywódcę o kaszmirskim imieniu Nila (Nīla)[3].